# Gameloft
Gameloft SE（中文名稱智樂）是一家總部位於法國的開發和發行基於行動裝置的電子遊戲的跨國公司。公司成立于1999年12月，由電子遊戲開發商育碧創辦人吉列莫特五兄弟之一的迈克尔·吉列莫特成立。因此与育碧集團关系紧密，并获得育碧授权制作其IP衍生的手机游戏。目前在10個國家有分支機構，包括美國、加拿大、法國、英國、德國、意大利、西班牙、羅馬尼亞和中國大陸。
公司除了自主開發新遊戲外，還不斷利用集團優勢將在PC遊戲業取得成功的遊戲移植成為手機遊戲。Gameloft公司於2003年開始盈利，2006年顯示其收入為9,200萬美元，並預期2007年收入將達到1.3億美元。其股票在歐洲證券交易所（原為巴黎證券交易所）掛牌交易。通過與大多數無線運營商、手機製造商以及發行商的在線銷售網站簽訂協議，Gameloft在75個國家都有其銷售網絡。
Gameloft開發基於多種手機平台的遊戲，包括Java、BREW、Symbian、Windows Mobile、Windows Store（Windows 10/8/8.1）、SMS、WAP、iOS、Android和I-mode等系統運行的手機，以及一些掌上遊戲設備，例如NDS，iPod和PSP開發遊戲。同時還為PALM OS。在172期Game Informer杂志对Gameloft创始人Michel Guillemot的访谈中提及，开发人员十分渴望能为Wii开发相应游戏，已發佈的遊戲包括Block Breaker Deluxe、TV Show King、Wild West Guns和Midnight Pool。
2016年5月30日，Gameloft因惡意收購成为维旺迪的全资子公司，吉列莫特家族退出公司经营。

## 获奖
Spike 2007电视游戏奖
- 年度最佳移动设备游戏（Assassin's Creed（刺客信条）)
- 最佳移动设备动作游戏（Assassin's Creed（刺客信条）)
- 最佳移动设备虚拟设计（Assassin's Creed（刺客信条）)
- 最佳动作游戏（Heroes: The Official Mobile Game）

Spike 2008电视游戏奖
- 年度最佳移动设备游戏（The Oregon Trail（俄勒冈之旅）)[6]

IGN 2007游戏奖
- 最佳战略游戏,无线设备（Rise of the Lost Empires（失落帝国之崛起）)[7]
- 最佳故事情节,无线设备（American Popstar: Road to Celebrity (美国流行明星:成名之路）)[8]

IGN 2008游戏奖:
- 最佳平台游戏,无线设备（Castle of Magic（魔幻城堡）)[9]
- 最佳图像技术,无线设备（Hero of Sparta（斯巴达勇士）, iPhone)[10]
- 最佳动作游戏,无线设备（Hero of Sparta（斯巴达勇士）, iPhone)[11]
- 最佳赛车游戏,无线设备（Asphalt 4: Elite Racing (狂野飚车4:精英竞速）, iPhone)[12]